# Vrhpolje (Ljubovija)
Pour les articles homonymes, voir Vrhpolje.
Vrhpolje (en serbe cyrillique : Врхпоље) est un village de Serbie situé dans la municipalité de Ljubovija, district de Mačva. Au recensement de 2011, il comptait 926 habitants.
Vrhpolje, situé sur les bords de la Drina, est un ethno-village qui abrite de nombreuses habitations anciennes.

## Démographie

### Évolution historique de la population
| 1948  | 1953  | 1961  | 1971  | 1981  | 1991  | 2002 | 2011 |
| ----- | ----- | ----- | ----- | ----- | ----- | ---- | ---- |
| 1 369 | 1 378 | 1 389 | 1 201 | 1 201 | 1 034 | 985  | 926  |

|  |

## Tourisme
Le village abrite l'ethno-village Vrhpolje, où l'on trouve notamment constructions comme des vajats (greniers avec partie d'habitation) et des magazas (greniers), ainsi que des trépieds et des lampes à pétrole.

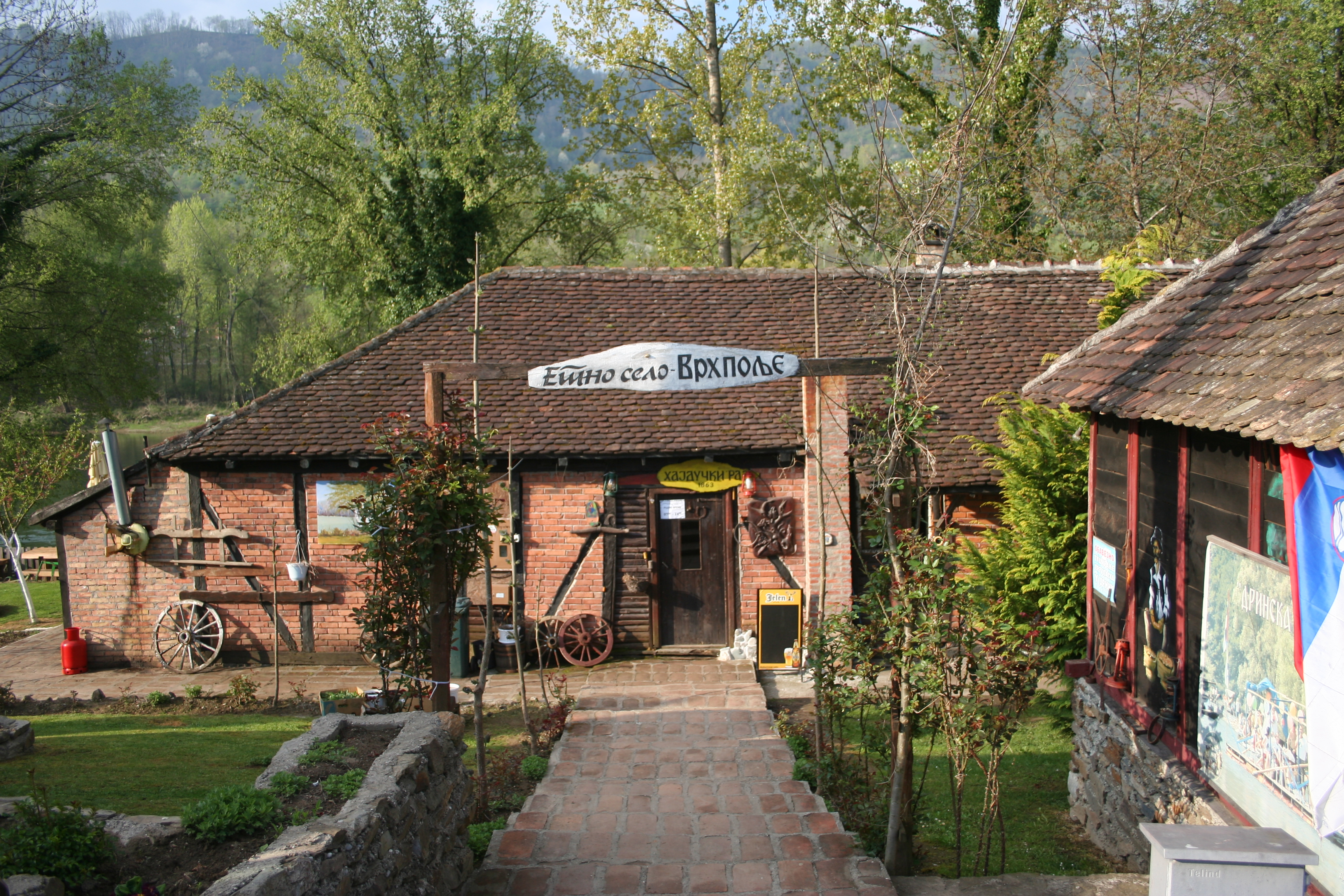
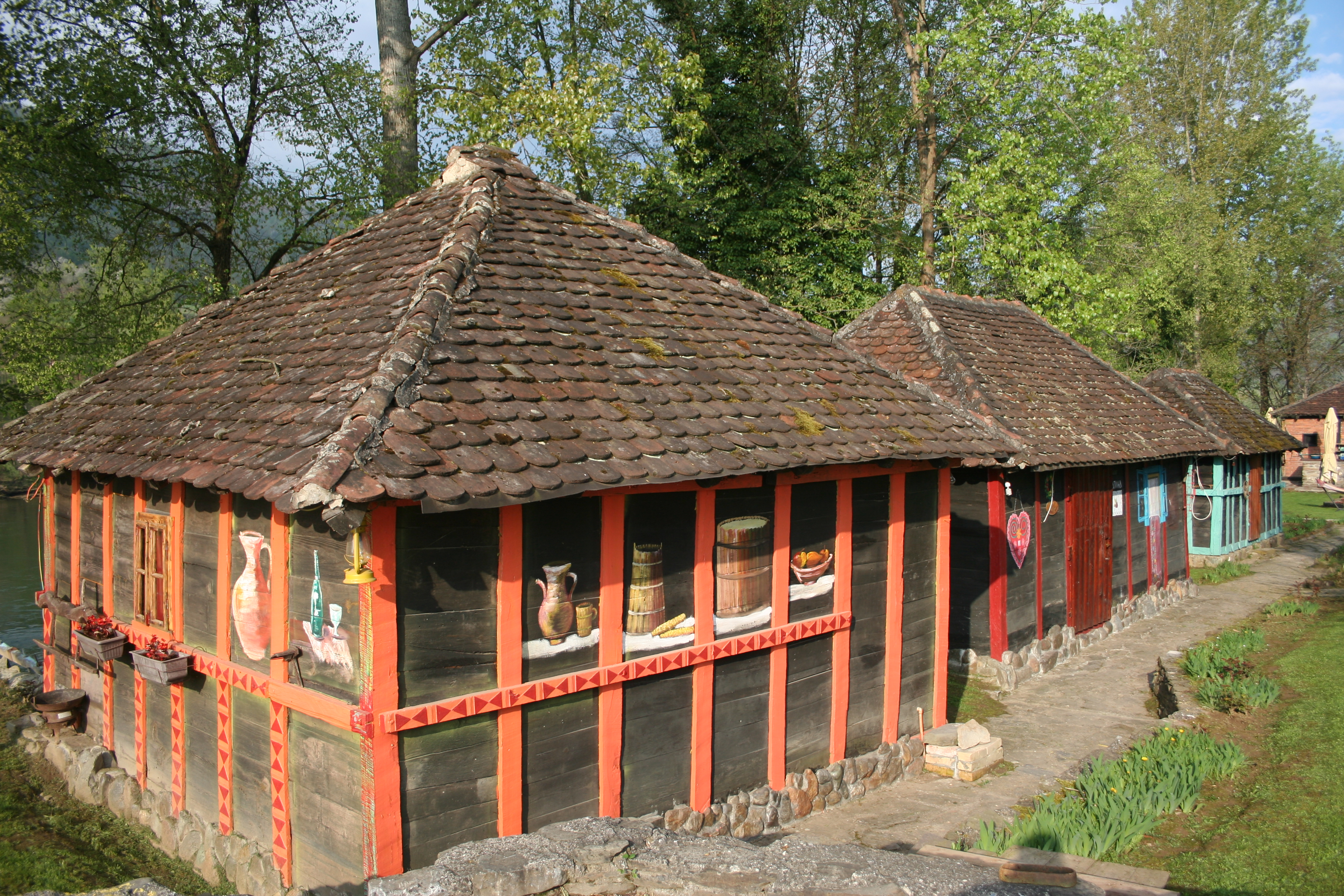
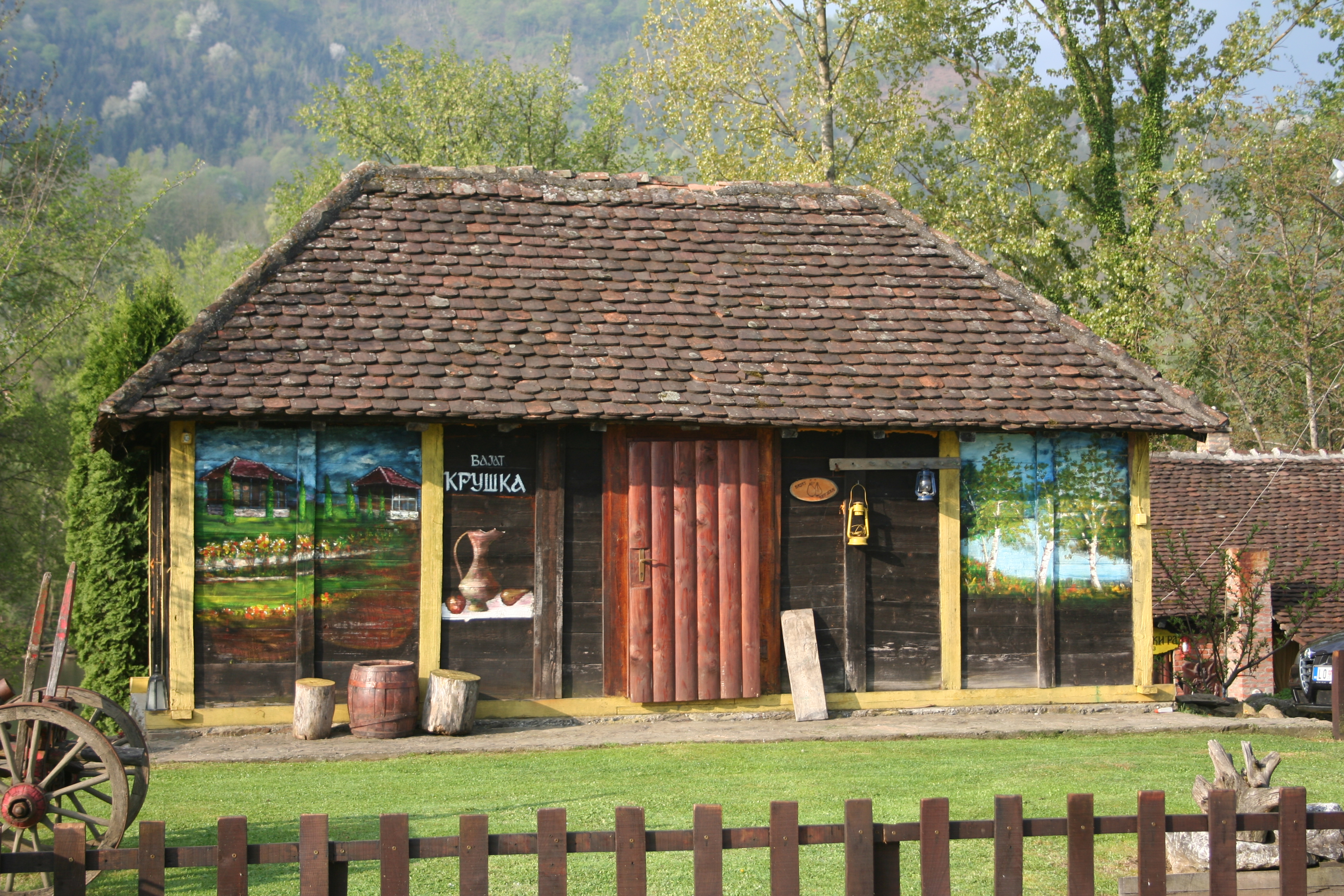
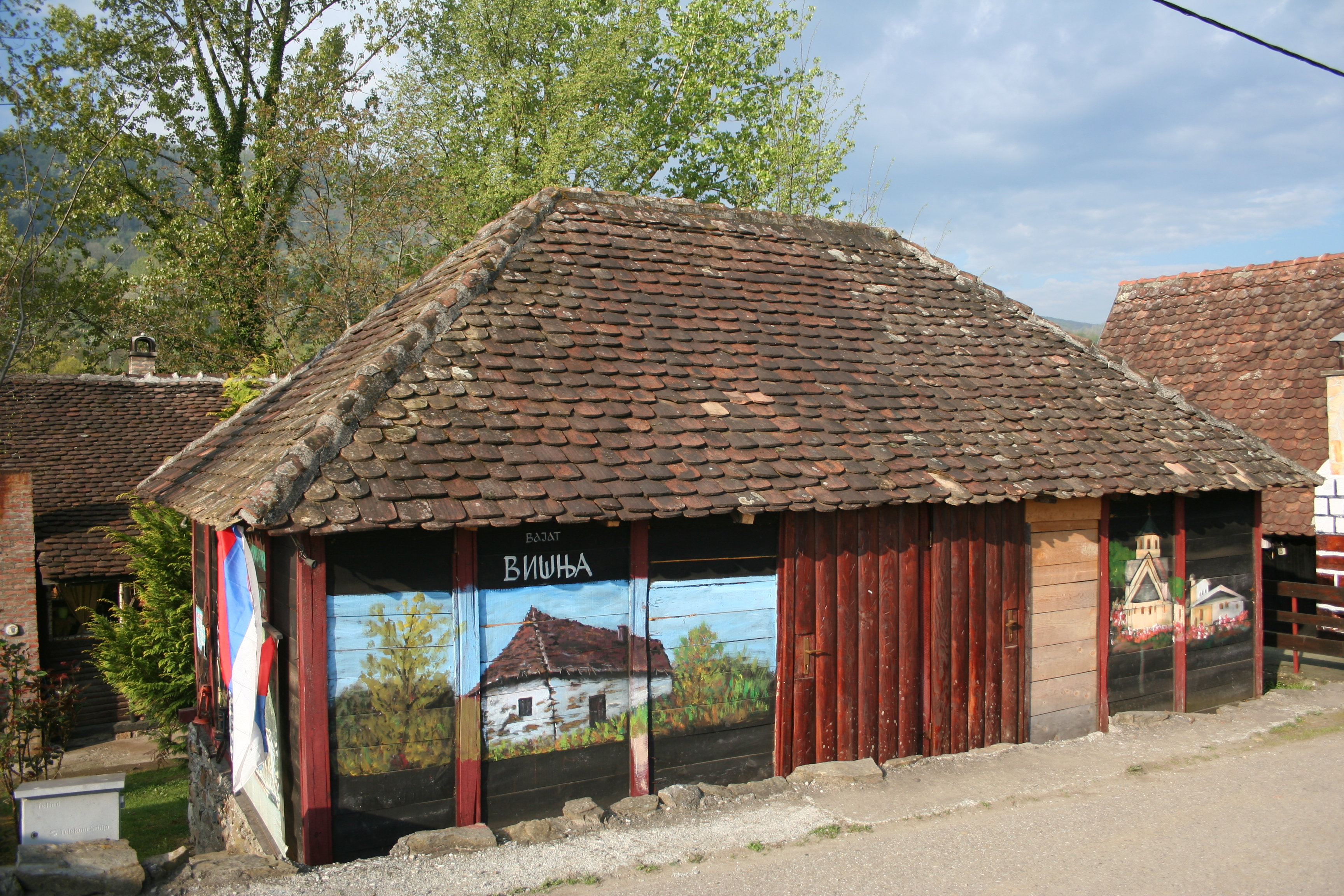
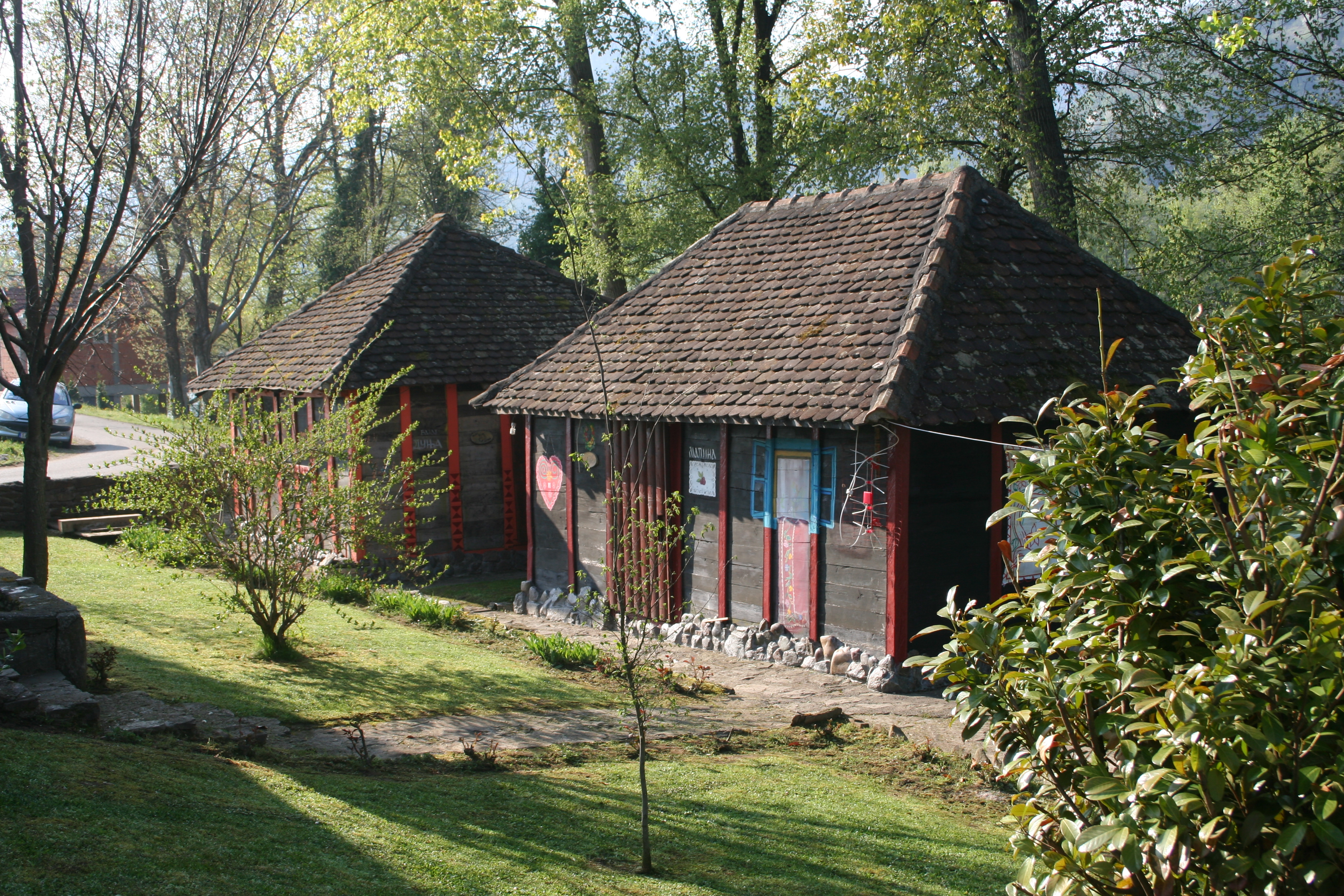
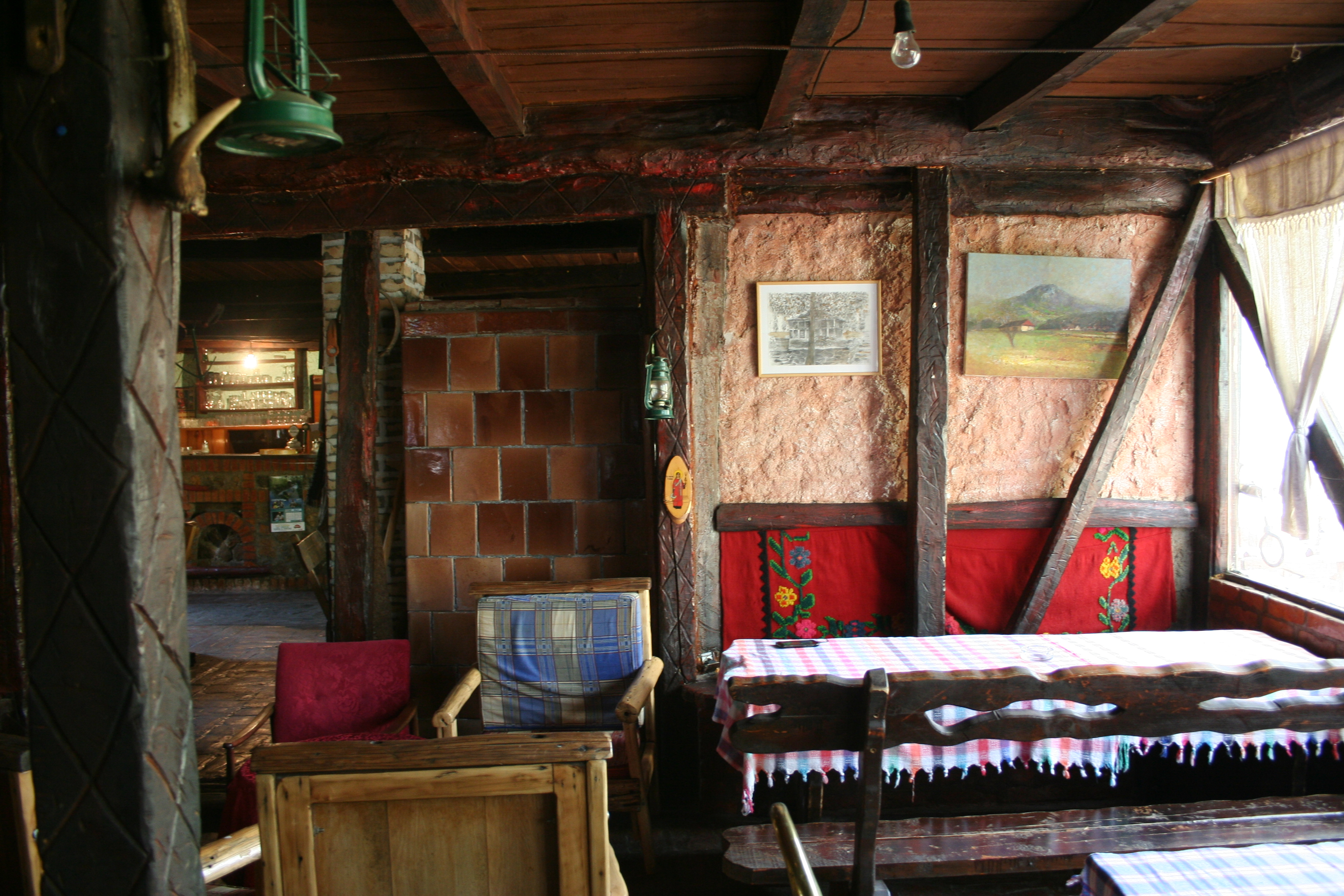